# پرونده خون‌های آلوده
پرونده خون‌های آلوده به یک مشکل جدی در حوزه سلامت عمومی در اواخر دهه ۱۹۷۰ تا ۱۹۸۵ اشاره دارد که به دلیل نبود و عدم شناخت صحیح به ویروس ایدز، عدم غربالگری صحیح و عدم پروتکل های مناسبِ پیشگیری و عدم توجه به آسیب های اجتماعی در غرب باعث شد که تعداد زیادی از بیماران هموفیلی به واسطه انتقال خون به ویروس ایدز و هپاتیت آلوده شوند. قربانیان این خون‌های آلوده مردمان کشورهای بسیاری از جمله آلمان، ایتالیا، آرژانتین، پرتغال، عربستان، ایران، فرانسه، کانادا، ایرلند، بریتانیا، عراق، یونان و… هستند. تخمین‌ها نشان می‌دهد که تنها در کانادا حدود ۳۳ هزار نفر به هپاتیت س و ایدز مبتلا شدند. در آمریکا نیز بین ۶۰۰۰ تا ۱۰۰۰۰ نفر به بیماری ایدز مبتلا شدند. در ایران نیز ۱۹۳ نفر به دلیل خون‌های آلوده به ایدز مبتلا شدند.

## علت
در آن زمان با رسیدن به تکنولوژی کنسانتره خون، امید بسیاری برای بهبود وضعیت بیماران هموفیلی ایجاد شد. در دهه‌های هفتاد و هشتاد میلادی کنسانتره خون از کشورهایی دریافت می‌شد که در برخی از آنها، به مردم عادی در ازای اهدای خون، پول می‌پرداختند. این امر باعث شد که بسیاری از کسانی که خونشان مناسبِ انتقال به دیگران نبود نیز به قصد دریافت پول، خون اهدا کنند. در مورد فرانسه به ازای اهدای خون، پولی پرداخت نمی‌شد، اما مشخص شد که برخی از معتادان به مواد مخدر در پاریس، برای گرفتن ساندویچ‌ و قهوه رایگان خون دادند. مشکل اصلی جایی بود که در کنسانتره‌های خون، اگر یک فرد خون دهنده، آلوده به یک بیماری ناشی از خون می بود(قبل از دهه ۱۹۸۰ هپاتیت بود)، می توانست تمام کنسانتره‌های ساخته شده از یک دسته خونِ مخلوط شده را آلوده کند.
از سوی دیگر، تا اوایل دهه ۸۰ میلادی، بیماری ایدز ناشناخته بود و بعد از آن نیز اطلاعی از قابل انتقال بودن این بیماری با کنسانتره خون نیز وجود نداشت. پس از اطلاع از قابل انتقال بودن ایدز بواسطه این خون‌ها نیز، غربالگری صحیحی برای آن شکل نگرفت و شیوه‌های شناسایی و تشخیص پیشرفتۀ آلودگی خون به ویروس وجود نداشت. همچنین رقابت بین شرکت‌های تولیدکننده برای تولید سریعتر و بیشتر نیز به عنوان یکی از دلایل منفی در این مورد نام برده می‌شود.

## در ایران
در سال‌های دهه هشتاد میلادی، انستیتو مریو فرانسه فاکتورهای انعقادی خون را برای استفاده بیماران هموفیلی علاوه بر خودِ کشورِ فرانسه، به ده کشور از جمله آلمان، ایتالیا، آرژانتین، عربستان، عراق، ایران و یونان صادر کرد.
به یک پرونده قضایی در ایران دارد که رسیدگی به آن از ۲۷ خرداد ۱۳۷۳ توسط کمیسیون اصل ۹۰ مجلس و از سال ۱۳۷۶ توسط مراجع قضایی ایران آغاز شده و تاکنون به درازا کشیده‌است. رسیدگی به ۶۰۰ پرونده مربوط به پرونده هم‌اکنون متوقف است.
در سال ۱۳۸۳، دادگاه وزارت بهداشت، درمان و آموزش پزشکی و سازمان انتقال خون ایران را در خصوص این پرونده محکوم کرد.

## در فرانسه
در فرانسه به ازای اهدای خون، پولی پرداخت نمی‌شد، اما مشخص شد که برخی از معتادان به مواد مخدر در پاریس برای گرفتن ساندویچ‌ و قهوه رایگان، خون دادند. ناشناس بودن و سپس عدم شناخت صحیح از این ویروس و شیوه‌های جلوگیری صحیح از انتقال آن، عدم غربالگری صحیح، نبود شیوه‌های شناسایی و تشخیص پیشرفته آلودگی خون به ویروس و همچنین رقابت بین شرکت‌های تولیدکننده برای تولید سریعتر و بیشتر را از عوامل شکل‌گیری این رسوایی ذکر می‌کنند.
انستیتو مریو در سال‌های دهه هشتاد میلادی، فاکتورهای انعقادی خون را برای استفاده بیماران هموفیلی علاوه بر خودِ کشورِ فرانسه، به برخی کشورها از جمله آلمان، ایتالیا، آرژانتین، عربستان، عراق، ایران و یونان صادر کرد. این فاکتور در کمک به انعقاد خون بیماران مبتلا به هموفیلی مصرف می‌شود و در نتیجه انستیتوی فرانسوی تعدادی از بیماران هموفیلی کشورهای دریافت کننده به بیماری ایدز و هپاتیت مبتلا شدند. مطابق آمار تنها در کشور فرانسه ۴۷۰۰ بیمار هموفیلی در اثر تزریق خون آلوده به ویروس HIV، به ایدز مبتلا شدند که از میان آنها ۳۰۰ نفر در اثر این بیماری جان باختند. در آمریکا بین ۶ تا ۱۰ هزارنفر و در ایران نیز ۱۹۳ نفر به دلیل خون‌های آلوده به ایدز مبتلا شدند.
این اتفاق در دوران نخست‌وزیری لوران فابیوس رخ داد.
علاوه بر کوتاهی که در شرکت فرانسوی رخ داده بود، وزارت بهداشت، درمان و آموزش پزشکی و سازمان انتقال خون ایران نیز توسط دادگاه ایرانی مقصر شناخته شده‌اند. مسئولان ایرانی با علم به احتمال بالای آلودگی خون‌ها از آن‌ها برای درمان بیماران هموفیلی استفاده کردند.
مدتی بعد فرانسه به کشورهای دریافت کنندۀ خون اعلام کرد که خون‌ها حامل ویروس اچ‌آی‌وی است. برخی از کشورها خون‌ها را مرجوع کردند، برخی دور ریختند، اما در برخی موارد همچون ایران، سازمان انتقال خون ایران، خون‌ها را پیش از آزمایش به بیماران تزریق کرده بود. این فراورده‌ها در ایران در اختیار ۹۷۶ نفر از بیماران مبتلا به هموفیلی قرار گرفت و ۱۹۳ از آن‌ها را به ایدز مبتلا نمود. در سال ۱۳۶۶ و پس از کشف اولین بیمار مبتلا به ایدز، رسماً وجود ایدز در ایران علنی گردید. با شکایت مبتلایان و خانواده‌هایشان، پرونده‌ای در سال ۱۳۷۶ در این خصوص در محاکم قضایی ایران باز شد. تا اردیبهشت ۱۳۹۰، حدود ۲۰۰ نفر از بیماران دریافت‌کننده این خون‌ها جان باخته‌اند.